# Frank Dauwen
Frank Dauwen (ur. 3 listopada 1967 w Geel) – belgijski piłkarz grający na pozycji środkowego obrońcy. Był reprezentantem Belgii.

## Kariera klubowa
Swoją karierę piłkarską Dauwen rozpoczynał w juniorach takich klubów jak: KVC Westerlo (1975-1982) i Lierse SK (1982-1985). W 1985 roku stał się członkiem pierwszego zespołu Lierse i w sezonie 1985/1986 zadebiutował w jego barwach w pierwszej lidze belgijskiej. W debiutanckim sezonie spadł z nim do drugiej ligi. W latach 1988–1990 ponownie grał z Lierse w pierwszej lidze.
Latem 1990 roku Dauwen przeszedł do KAA Gent. Swój debiut w nim zanotował 18 sierpnia 1990 w zwycięksim 6:3 domowym meczu z Sint-Truidense VV i w debiucie zdobył gola. Zawodnikiem klubu z Gandawy był do końca sezonu 1999/2000.
Latem 2000 Dauwen został zawodnikiem KVC Westerlo. Zadebiutował w nim 12 sierpnia 2000 w wygranym 2:1 domowym meczu z Royalem Antwerp FC. W sezonie 2000/2001 zdobył z Westerlo Puchar Belgii. Po sezonie 2002/2003 zakończył karierę.
| Sezon   | Klub         | Kraj   | Rozgrywki     | Mecze | Gole |
| ------- | ------------ | ------ | ------------- | ----- | ---- |
| 1985/86 | Lierse SK    | Belgia | Eerste klasse | 24    | 1    |
| 1986/87 | Lierse SK    | Belgia | Tweede klasse | 19    | 1    |
| 1987/88 | Lierse SK    | Belgia | Tweede klasse | 26    | 2    |
| 1988/89 | Lierse SK    | Belgia | Eerste klasse | 32    | 1    |
| 1989/90 | Lierse SK    | Belgia | Eerste klasse | 30    | 0    |
| 1990/91 | KAA Gent     | Belgia | Eerste klasse | 32    | 4    |
| 1991/92 | KAA Gent     | Belgia | Eerste klasse | 26    | 4    |
| 1992/93 | KAA Gent     | Belgia | Eerste klasse | 31    | 2    |
| 1993/94 | KAA Gent     | Belgia | Eerste klasse | 31    | 2    |
| 1994/95 | KAA Gent     | Belgia | Eerste klasse | 31    | 5    |
| 1995/96 | KAA Gent     | Belgia | Eerste klasse | 31    | 3    |
| 1996/97 | KAA Gent     | Belgia | Eerste klasse | 6     | 0    |
| 1997/98 | KAA Gent     | Belgia | Eerste klasse | 10    | 0    |
| 1998/99 | KAA Gent     | Belgia | Eerste klasse | 9     | 0    |
| 1999/00 | KAA Gent     | Belgia | Eerste klasse | 12    | 1    |
| 2000/01 | KVC Westerlo | Belgia | Eerste klasse | 26    | 1    |
| 2001/02 | KVC Westerlo | Belgia | Eerste klasse | 26    | 0    |
| 2002/03 | KVC Westerlo | Belgia | Eerste klasse | 23    | 1    |

## Kariera reprezentacyjna
W reprezentacji Belgii Dauwen zadebiutował 13 lutego 1991 w zremisowanym 0:0 towarzyskim meczu z Włochami, rozegranym w Terni. Grał w eliminacjach do Euro 92 i do MŚ 1994. Od 1991 do 1992 rozegrał w kadrze narodowej 5 meczów.